# Vellozia nivea
Vellozia nivea är en enhjärtbladig växtart som beskrevs av Lyman Bradford Smith och Edward Solomon Ayensu. Vellozia nivea ingår i släktet Vellozia och familjen Velloziaceae. Inga underarter finns listade.